# Іль-В'єрже
Іль-В'єрже (фр. L'île Vierg, бретон. Enez-Werc'h) — острів площею 6 гектарів (15 акрів), що лежить в 1,5 кілометрах (3⁄4 морської милі) від північно-західного узбережжя Бретані, навпроти села Лілія. Це в комуні Плугерно, департамент Фіністер. Тут знаходиться найвищий кам'яний маяк у Європі і найвищий «традиційний маяк» у світі. Міжнародна гідрографічна організація визначає Іль-В'єрже як південно-західну межу протоки Ла-Манш.
Острів відкритий для візитів публіки з квітня по вересень, як і острівний маяк, за попереднім записом. Кількість відвідувачів у 2003 році становила 5944 особи; 5974 — у 2004 році; 7371 — у 2005 році. Обидва маяки внесені до списку пам'яток з 2011 року.